# Acuto (scultore)
Acuto (fl. XII secolo) è stato uno scultore vissuto nel dodicesimo secolo.

## Biografia
Lavorò in Abruzzo, firmando l'ambone con i simboli degli Evangelisti della chiesa di Santa Maria Maggiore a Pianella; l'ambone è a cassa quadrata e di notevole interesse. Probabilmente lavorò anche al portico del monastero di San Clemente a Castiglione a Casauria.

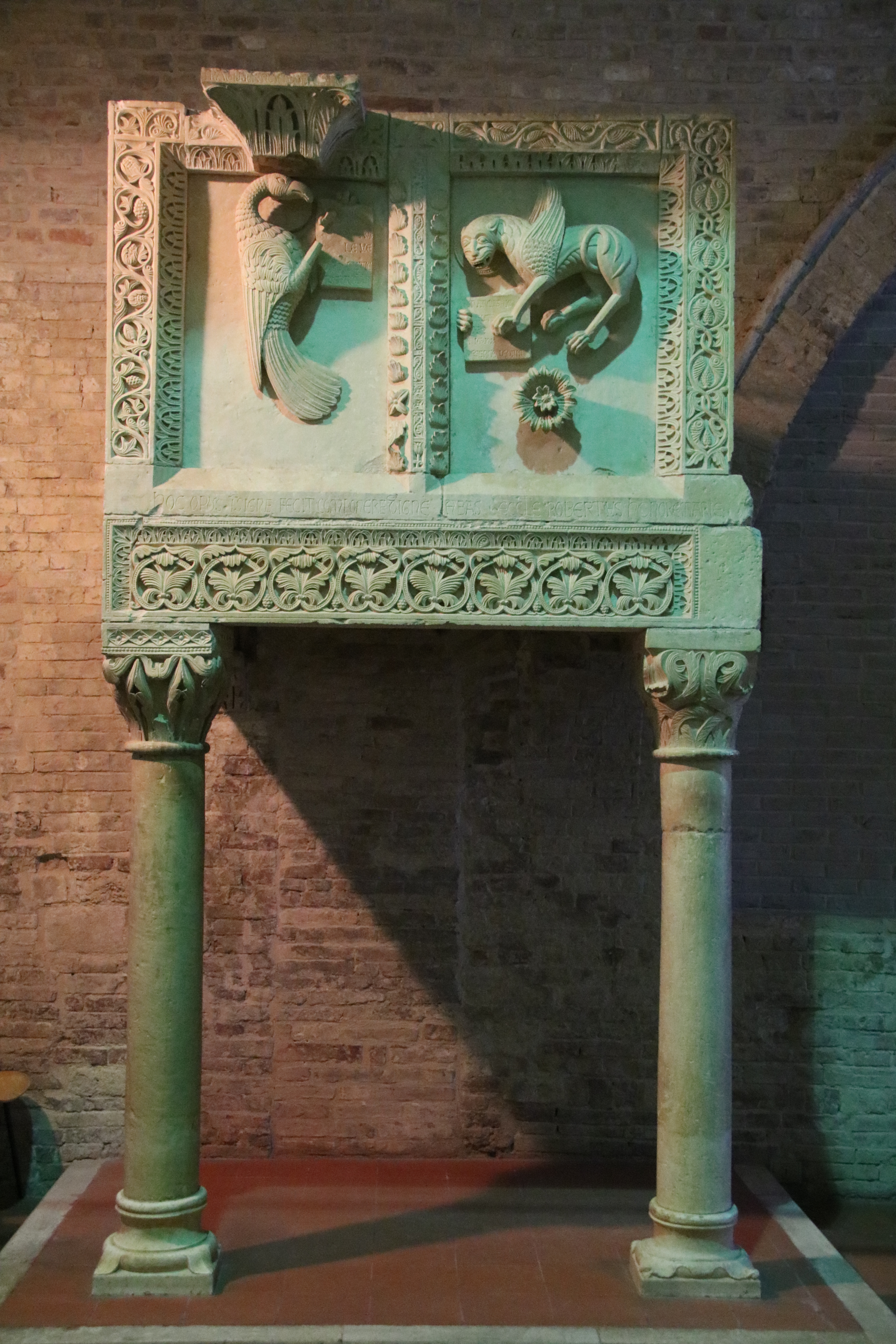
Ambone opera di Maestro Acuto (sec. XII), Chiesa di S. Maria Maggiore a Pianella.

L'ambone è posto nella navata sinistra della chiesa di Pianella, si accedeva da una scala perduta, a impianto rettangolare, ha i due lati verso la navata, riccamente decorati da tralci vegetali, la cornice di base del lato minore ha intreccio a svolgimento orizzontale, con viti e dragoni. Sono rappresentati gli Evangelisti con i loro simboli e ciascuno col Vangelo aperto, nell'atto di benedire. Il cartiglio scolpito a caratteri onciali, con il nome del committente e dello scultore, è sul lato maggiore.